# Kombinacja norweska na Mistrzostwach Świata Juniorów w Narciarstwie Klasycznym 2024
Kombinacja norweska na Mistrzostwach Świata Juniorów w Narciarstwie Klasycznym 2024 odbyła się w dniach 7-11 lutego 2024 roku w słoweńskiej Planicy. Zawodnicy rywalizowali w pięciu konkurencjach: zawodach metodą Gundersena kobiet na dystansie 5 km, zawodach metodą Gundersena mężczyzn na dystansie 10 km, sprincie drużynowym kobiet, sprincie drużynowym mężczyzn oraz zawodach drużyn mieszanych.

## Wyniki kobiet

### Gundersen HS102/5 km
9 lutego
| Pozycja | Zawodniczka         | Narodowość        | Czas    |
| ------- | ------------------- | ----------------- | ------- |
|         | Minja Korhonen      | Finlandia         | 15:24,7 |
|         | Alexa Brabec        | Stany Zjednoczone | +1,5    |
|         | Ronja Loh           | Niemcy            | +11,0   |
| 4.      | Yuzuka Fujiwara     | Japonia           | +31,9   |
| 5.      | Ingrid Låte         | Norwegia          | +33,9   |
| 6.      | Kai McKinnon        | Stany Zjednoczone | +40,0   |
| 7.      | Hazuki Ikeda        | Japonia           | +49,4   |
| 8.      | Anna-Sophia Gredler | Austria           | +52,5   |
| 9.      | Sofia Eggensberger  | Niemcy            | +1:02,2 |
| 10.     | Anne Häckel         | Niemcy            | +1:03,7 |

### Sprint drużynowy HS102/2x4,5 km
10 lutego
| Pozycja | Państwo           | Zawodnicy                       | Czas    |
| ------- | ----------------- | ------------------------------- | ------- |
|         | Japonia           | Hazuki Ikeda Yuzuka Fujiwara    | 22:22,9 |
|         | Stany Zjednoczone | Alexa Brabec Kai McKinnon       | +0,7    |
|         | Austria           | Anna-Sophia Gredler Laura Pletz | +27,9   |
| 4.      | Finlandia         | Heta Hirvonen Minja Korhonen    | +53,9   |
| 5.      | Niemcy            | Anne Häckel Ronja Loh           | +1:20,8 |
| 6.      | Włochy            | Greta Pinzani Giada Delugan     | +1:22,6 |
| 7.      | Słowenia          | Manca Kobentar Tia Malovrh      | +1:38,1 |
| 8.      | Norwegia          | Nora Helene Evans Ingrid Låte   | +1:53,3 |
| DSQ     | Francja           | Romane Baud Marion Droz Vincent | -       |

## Wyniki mężczyzn

### Gundersen HS102/10 km
9 lutego
|     | Paul Walcher            | Austria  | 25:51,3 |
|     | Tristan Sommerfeldt     | Niemcy   | +16,8   |
|     | Jens Dahlseide Kvamme   | Norwegia | +19,5   |
| 4.  | Richard Stenzel         | Niemcy   | +34,9   |
| 5.  | Jonas Fischbacher       | Austria  | +35,4   |
| 6.  | Jørgen Berget Storsveen | Norwegia | +38,0   |
| 7.  | Andreas Gfrerer         | Austria  | +45,2   |
| 8.  | Jonathan Gräbert        | Niemcy   | +1:22,4 |
| 9.  | Eidar Johan Strøm       | Norwegia | +1:37,0 |
| 10. | Jiří Konvalinka         | Czechy   | +1:38,9 |
| ... |                         |          |         |
| 24. | Jakub Cieślar           | Polska   | +4:00,3 |
| 28. | Andrzej Waliczek        | Polska   | +4:34,0 |
| 33. | Szymon Dubiel           | Polska   | +5:07,8 |
| 37. | Kacper Jarząbek         | Polska   | +5:40,3 |

### Sprint drużynowy HS102/2x7,5 km
11 lutego
| Pozycja | Państwo   | Zawodnicy                                     | Czas    |
| ------- | --------- | --------------------------------------------- | ------- |
|         | Niemcy    | Richard Stenzel Tristan Sommerfeldt           | 30:51,6 |
|         | Austria   | Jonas Fischbacher Paul Walcher                | +5,1    |
|         | Norwegia  | Jørgen Berget Storsveen Jens Dahlseide Kvamme | +47,4   |
| 4.      | Japonia   | Kyotaro Yamazaki Atsushi Narita               | +47,9   |
| 5.      | Czechy    | Lukáš Doležal Jiří Konvalinka                 | +1:19,9 |
| 6.      | Francja   | Lilian Tréand Lubin Martin                    | +1:33,5 |
| 7.      | Finlandia | Valtteri Holopainen Herman Happonen           | +1:38,4 |
| 8.      | Włochy    | Bryan Venturini Manuel Senoner                | +3:09,5 |
| 9.      | Polska    | Jakub Cieślar Andrzej Waliczek                | +3:32,3 |
| 10.     | Ukraina   | Ołeksandr Szowkoplias Rostysław Kiraszczuk    | +3:32,5 |

## Zawody mieszane

### Sztafeta HS102/4x5 km
7 lutego
| Pozycja | Państwo           | Zawodnicy                                                              | Czas    |
| ------- | ----------------- | ---------------------------------------------------------------------- | ------- |
|         | Niemcy            | Richard Stenzel Anne Häckel Ronja Loh Tristan Sommerfeldt              | 41:26,5 |
|         | Japonia           | Kyotaro Yamazaki Hazuki Ikeda Yuzuka Fujiwara Atsushi Narita           | +27,2   |
|         | Norwegia          | Even Leinan Lund Ingrid Låte Nora Helene Evans Jørgen Berget Storsveen | +1:02,2 |
| 4.      | Austria           | Jonas Fischbacher Anna-Sophia Gredler Katharina Gruber Paul Walcher    | +1:40,0 |
| 5.      | Francja           | Lubin Martin Marion Droz Vincent Romane Baud Lilian Tréand             | +1:40,4 |
| 6.      | Finlandia         | Herman Happonen Nonna Laitinen Heta Hirvonen Valtteri Holopainen       | +2:57,5 |
| 7.      | Stany Zjednoczone | Skyler Amy Kai McKinnon Alexa Brabec Caleb Zuckerman                   | +3:10,7 |
| 8.      | Włochy            | Eros Consolati Greta Pinzani Giada Delugan Manuel Senoner              | +3:24,1 |
| 9.      | Słowenia          | Lovro Dovžan Tia Malovrh Teja Pavec Urban Zajec                        | +4:51,3 |